# Nicolae Vedea Popescu
Nicolae Popescu Vedea (n. 1884, Roșiorii de Vede — d. 1953) a fost un avocat și om politic român. Părintele său, preotul paroh Anastase Dumitrescu, de la Biserica „Sf. Teodor”, i-a călăuzit pașii către Facultatea de Drept din București și astfel a ajuns avocat în Baroul Judecătoriei Roșiori. A fost atras de politica liberală, devenind după studenție membru al PNL, partid al cărui membru a fost până la moartea sa, în 1953. A fost primar al orașului Roșiorii de Vede între 1922–1928, în epoca lui Ion C. Brătianu.
În timpul mandatelor sale a inițiat și a dus la bun sfârșit o serie de acțiuni de modernizare ale orașului Roșiorii de Vede. Aceste realizări sunt consemnate în cronicile orașului sau în memoriile unor oameni care l-au cunoscut.
Fiind participant, în perioada 1916–1918, la luptele din Moldova din Primul Război Mondial, a susținut un program de ajutorare materială a văduvelor de război din oraș. A amenajat Cimitirul Eroilor și a inițiat și inaugurat, în 1928, Monumentul Eroilor, opera artistului Dumitru Mățăuanu. La acest eveniment au fost invitate Regina Maria și Principesa Ileana. În 1924 a pus în funcțiune Uzina Electrică, care a produs curent electric, de 110 V, până în anul 1962, iar în 1927 a realizat primul sistem electric de iluminare a orașului. A pavat cu piatră cubică, din granit, centrul orașului, iar trotuarele din aceeași zonă au fost acoperite cu plăci din ciment. A ridicat digul de la pârâul Bratcov și l-a consolidat pe cel de la râul Vedea. De asemenea, a sprijinit viața culturală și artistică prin contribuția la campania de strângere de fonduri pentru Liceul „Anastasescu” (1925–1928), încurajarea presei locale (Steaua, Luceafărul, Secerea ș.a.), înființarea Societății culturale „Mihai Viteazu” și a Societății de avocați.